# アダフェノキサート
アダフェノキサート (adafenoxate) は、セントロフェノキシンの誘導体の一つ。ラットに対して向知性薬として作用する。